# Car Seat Headrest
Car Seat Headrest é uma banda americana de indie rock originada em Leesburg, Virginia. Inicialmente um projeto solo de William James Toledo Barnes em 2010, a banda lançou 12 álbums no Bandcamp. Em 2015, iniciou uma parceria com a Matador Records, realizando um tour em 2016 de seu álbum Teens of Denial. O trabalho de Toledo adquiriu uma audiência cult na música online.
O grupo é mencionado nas revistas Rolling Stone, Pitchfork Media, The New Yorker, entre outras.

## Estilo
O biógrafo da AllMusic, Mark Deming, escreve que Car Seat Headrest criou um estilo "introspectivo" de Lo-fi pop que é "ao mesmo tempo melódico e estruturalmente ambicioso". Já Jeremy Gordon, da Pitchfork, descreve o álbum Teens of Denial como "dinâmico" e de indie rock.

## Discografia

### Álbuns de estúdio
| 1                                                                        | - Lançamento: May 1, 2010 - Gravadora: Independente - Formato: DL                        | —   | —  | —  | —  | —  | —   | —  | —   |
| 2                                                                        | - Lançamento: June 1, 2010 - Gravadora: Independente - Formato: DL                       | —   | —  | —  | —  | —  | —   | —  | —   |
| 3                                                                        | - Lançamento: July 16, 2010 - Gravadora: Independente - Formato: DL                      | —   | —  | —  | —  | —  | —   | —  | —   |
| 4                                                                        | - Lançamento: August 16, 2010 - Gravadora: Independente - Formato: DL                    | —   | —  | —  | —  | —  | —   | —  | —   |
| My Back Is Killing Me Baby                                               | - Lançamento: March 26, 2011 - Gravadora: Independente - Formato: CS, DL                 | —   | —  | —  | —  | —  | —   | —  | —   |
| Twin Fantasy                                                             | - Lançamento: November 2, 2011 - Gravadora: Independente - Formato: CD, CS, DL           | —   | —  | —  | —  | —  | —   | —  | —   |
| Monomania                                                                | - Lançamento: August 1, 2012 - Gravadora: Independente - Formato: CD, DL                 | —   | —  | —  | —  | —  | —   | —  | —   |
| Nervous Young Man                                                        | - Lançamento: August 23, 2013 - Gravadora: Independente - Formato: DL                    | —   | —  | —  | —  | —  | —   | —  | —   |
| Teens of Style                                                           | - Lançamento: October 30, 2015 - Gravadora: Matador (OLE-1088) - Formato: CD, CS, DL, LP | —   | —  | 19 | —  | —  | 117 | —  | —   |
| Teens of Denial                                                          | - Lançamento: May 20, 2016 - Gravadora: Matador (OLE-1091) - Formato: CD, DL, LP         | 180 | 16 | 3  | 15 | 22 | 121 | 82 | 198 |
| Twin Fantasy                                                             | - Lançamento: February 16, 2018 - Gravadora: Matador - Formato: CD, DL, LP               | —   | —  | —  | —  | —  | —   | —  | —   |
| "—" indica que o álbum não chegou nas paradas ou não foi lançado no país |                                                                                          |     |    |    |    |    |     |    |     |

#### Compilações
- Little Pieces of Paper With "No" Written on Them (2010)
- Disjecta Membra (2013)[12]

#### Extended plays
- Starving While Living (2012)[13]
- How to Leave Town (2014)[14]

### Singles
| Ano  | Título                           | MEX Air. | Álbum                   |
| ---- | -------------------------------- | -------- | ----------------------- |
| 2015 | "No Passion"                     | —        | Teens of Style          |
| 2015 | "Something Soon"                 | —        | Teens of Style          |
| 2015 | "Times to Die"                   | —        | Teens of Style          |
| 2016 | "Vincent"                        | 42       | Teens of Denial         |
| 2016 | "Drunk Drivers/Killer Whales"    | —        | Teens of Denial         |
| 2016 | "Fill in the Blank"              | —        | Teens of Denial         |
| 2016 | "Destroyed by Hippie Powers"     | —        | Teens of Denial         |
| 2017 | "War Is Coming (If You Want It)" | —        | Non-album single        |
| 2017 | "Beach Life-In-Death"            | —        | Twin Fantasy            |
| 2018 | "Nervous Young Inhumans"         | —        | Twin Fantasy            |
| 2020 | "Can't Cool Me Down"             |          | Making a Door Less Open |